# ケン・デイヴィシャン
ケン・デイヴィシャン（Ken Davitian, 1953年6月19日 - ）は、アメリカ合衆国カリフォルニア州ロサンゼルス出身の俳優。アルメニア系アメリカ人。
ケン・ダヴィティアン、ケン・ダビティアン、ケン・デヴィティアンなど表記にブレがある。
また、本名の「Kenneth Davitian」でクレジットされている作品もある。
映画出演の他、『ER緊急救命室』などの人気テレビドラマにも多くゲスト出演している。

## プロフィール
以下、ハフポストのインタビュー記事より。
カリフォルニア州ロサンゼルスのアルメニア系アメリカ人の家庭に生まれる。
父親は第二次世界大戦にソ連軍兵士として従軍するが、ドイツ軍の捕虜となり、戦後、大きなアルメニア人コミュニティのあるロサンゼルスに移住する。
父親と祖父は廃棄物処理の仕事をしていた。
13歳のときに、旅回りの劇団女優だった母方の祖母の演技を観て「ゴミ処理よりも簡単」と思い、大学進学後に俳優としての仕事を始める。
俳優としての仕事のかたわら、廃棄物処理業を営み、一時は順調だったが、1995年に倒産する。
しかし、廃棄物処理業も俳優業もどちらも失敗した場合に備えて、いくつかのレストランも経営して来ており、その1つであるホットドッグ屋の経営は2011年現在も続いている。

## 主な出演作品
- ダーティ・トークス Talkin' Dirty After Dark (1991)
- マックス・フォース Maximum Force (1992)
- プライベート・ウォーズ Private Wars (1993)
- 羊たちの沈没 The Silence of the Hams (1994)
- レッド・サン・ライジング Red Sun Rising (1994)
- ER 緊急救命室 ER (2000, 2007) シーズン6とシーズン13にそれぞれ1回ゲスト出演
- MAY メイ MAY (2002)
- ギルモア・ガールズ Gilmore Girls (2002) シーズン3にゲスト出演
- ブルドッグ A Man Apart (2003)
- 穴/HOLES Holes (2003)
- シックス・フィート・アンダー Six Feet Under (2003) シーズン3にゲスト出演
- S.W.A.T. S.W.A.T. (2003)
- ボストン・リーガル Boston Legal (2006) シーズン2にゲスト出演
- クローザー The Closer (2006) シーズン2にゲスト出演
- ボラット 栄光ナル国家カザフスタンのためのアメリカ文化学習 Borat: Cultural Learnings of America for Make Benefit Glorious Nation of Kazakhstan (2006)
- ゴースト 〜天国からのささやき Ghost Whisperer (2007) シーズン2にゲスト出演
- ラッキー・ユー Lucky You (2007)
- ほぼ300 Meet the Spartans (2008)
- ゲット スマート Get Smart (2008)
- ソウルメン Soul Men (2008)
- リピート 〜許されざる者〜 Not Forgotten (2009)
- CHUCK/チャック Chuck (2009) シーズン2にゲスト出演
- ザ・ケープ 漆黒のヒーロー The Cape (2011) シーズン1にゲスト出演
- アーティスト The Artist (2011)
- バッド・トラップ Abstraction (2013)
- ナッシング・バッド Small Time (2014)
- 恋するブロンド・キャスター Walk of Shame (2014)
- レイ・ドノヴァン ザ・フィクサー Ray Donovan (2015) シーズン3にゲスト出演
- バッド・ウェイヴ Once Upon a Time in Venice (2017)